# كلود بيرو
كلود بيرو- Claude Perrault (باريس 1613 - 1688)،
كان طبيب وهاوي لمزاولة التصميم المعماري. فهو صمم الواجهة الشرقية لمتحف اللوفر في باريس، والتي بدأت في عام 1667 وكان لها تأثير كبير على هندسة العمارة في تلك الفترة. ترجم أعمال فيتورفيوس Vitruvius.

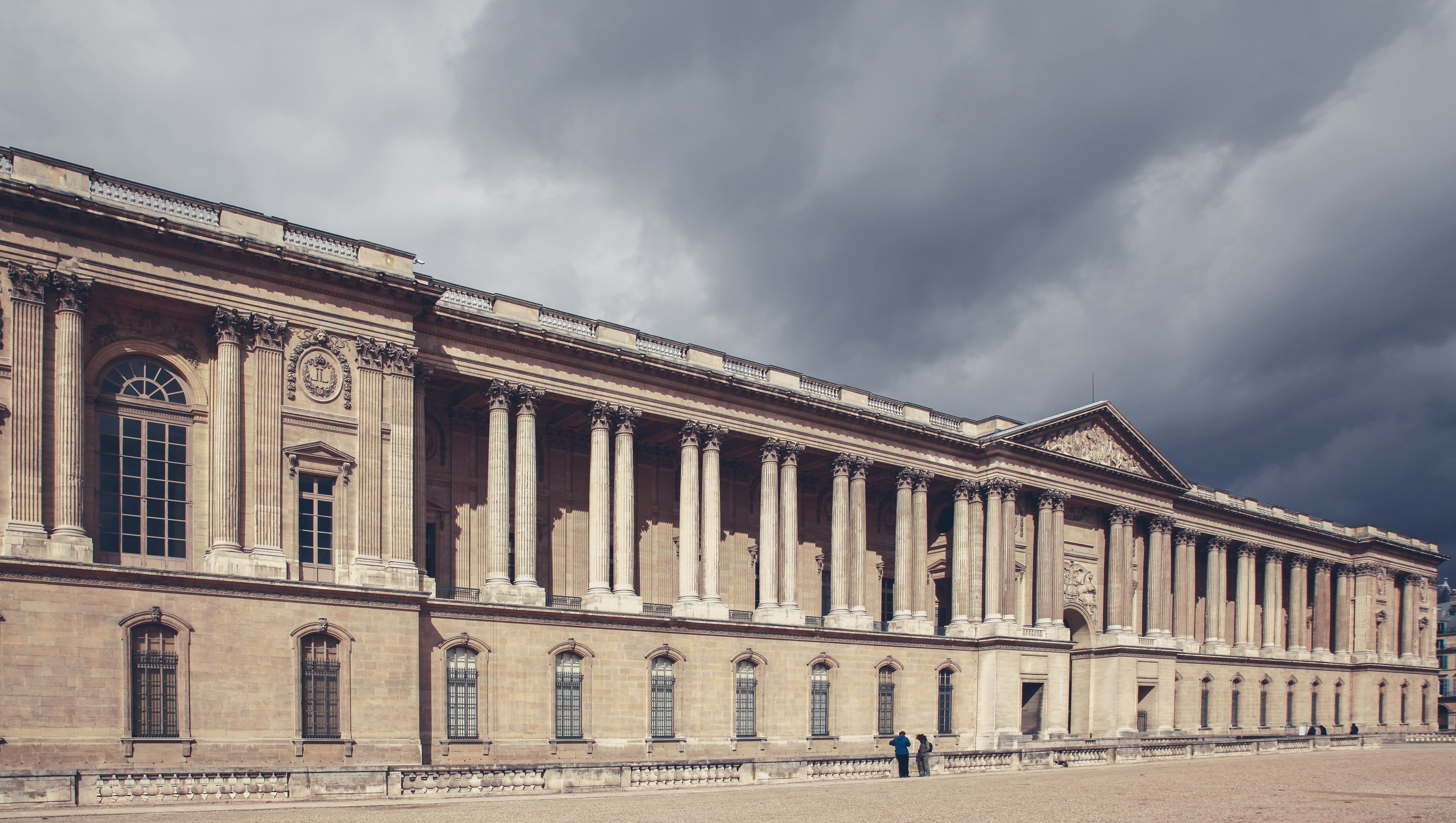
متحف اللوفر في باريس

إحدى المسائل التي اثارها كلود بيرولت، وهو يلعب بساعته الجيبية على الطاولة ويحاول جرها من السلسلة، هي: إذا قمنا بسحب شيء موجود على مستوى أفقي بحبل، فما هو المسارالذي يسلكه ذلك الشيء إذا كان الطرف الآخر للحبل يتحرك على خط مستقيم ينتمي للمستوى نفسه؟
وقد طرح هذه المسألة على صديقه لايبنيز (1646-1716) الذي نشر الحل في سبتمبر 1693. وبالتالي فإن الخاصية الهندسية المميزة للمنحنى المعني (المسمى سحبي) هي أن كل نقطة من نقاطه، تكون متماسة لقطعة مستقيمة طولها دائما ثابت بين النقطة نفسها والخط المستقيم.

## وصلات خاريجة
- Claude Perrault
- كلود بيرو على موقع الموسوعة البريطانية (الإنجليزية)